# Lars Montegnies
Lars Montegnies (Lendelede, 15 november 2005) is een Belgisch voetballer die als centrale middenvelder speelt. Hij stroomde in de voorbereiding van het seizoen 2023/24 door vanuit de jeugdopleiding naar het eerste elftal van KV Kortrijk.

## Clubcarrière
Montegnies genoot zijn opleiding bij KV Kortrijk. In de voorbereiding van het seizoen 2023/24 kreeg hij van de nieuwe coach Edward Still zijn kans om mee te trainen met de A-kern. Montegnies liet zowel op training als in de voorbereidingswedstrijden een goede indruk na op Still waardoor hij bij de A-kern mocht blijven. Op 30 juli 2023, op de eerste speeldag van het seizoen 2023/24, mocht hij meteen in de basisopstelling starten voor de uitwedstrijd tegen KAA Gent. Montegnies speelde een sterke wedstrijd en werd na 89 minuten gewisseld voor Youssef Challouk. Kortrijk zou de wedstrijd uiteindelijk wel met 3-2 verliezen van Gent.
Op 24 augustus 2023 maakte KV Kortrijk bekend dat Montegnies de ploeg transfervrij verlaat nadat hij een eerste profcontract voorstel weigerde. Hij maakt de overstap naar RSC Anderlecht om daar voor de jeugdploeg in de challenger pro league uit te komen.

## Clubstatistieken
| Seizoen     | Club         | Competitie      | Competitie | Competitie | Competitie | Beker | Beker | Beker | Internationaal | Internationaal | Internationaal | Totaal | Totaal | Totaal |
| Seizoen     | Club         | Competitie      | Wed.       | Dlp.       | Ass.       | Wed.  | Dlp.  | Ass.  | Wed.           | Dlp.           | Ass.           | Wed.   | Dlp.   | Ass.   |
| ----------- | ------------ | --------------- | ---------- | ---------- | ---------- | ----- | ----- | ----- | -------------- | -------------- | -------------- | ------ | ------ | ------ |
| 2023/24     | KV Kortrijk  | Eerste klasse A | 3          | 0          | 0          | 0     | 0     | 0     | —              | —              | —              | 3      | 0      | 0      |
| Club Totaal | Club Totaal  | Club Totaal     | 3          | 0          | 0          | 0     | 0     | 0     | 0              | 0              | 0              | 3      | 0      | 0      |
| 2023/24     | RSCA Futures | Eerste klasse B | 15         | 0          | 0          | —     | —     | —     | —              | —              | —              | 15     | 0      | 0      |
| Club Totaal | Club Totaal  | Club Totaal     | 15         | 0          | 0          | 0     | 0     | 0     | 0              | 0              | 0              | 15     | 0      | 0      |
| 2024/25     | → RAEC Mons  | 1e Nationale    | 0          | 0          | 0          | 0     | 0     | 0     | —              | —              | —              | 0      | 0      | 0      |
| Club Totaal | Club Totaal  | Club Totaal     | 0          | 0          | 0          | 0     | 0     | 0     | 0              | 0              | 0              | 0      | 0      | 0      |
| Totaal      | Totaal       | Totaal          | 18         | 0          | 0          | 0     | 0     | 0     | 0              | 0              | 0              | 18     | 0      | 0      |